# Murdannia citrina
Murdannia citrina là một loài thực vật có hoa trong họ Commelinaceae. Loài này được D.Fang mô tả khoa học đầu tiên năm 1983.